# Liste des maires de Marignac (Haute-Garonne)
Liste des maires de Marignac, commune française, située dans le département de la Haute-Garonne.

## Liste des maires
| Période                                  | Période | Identité             | Étiquette | Qualité |
| ---------------------------------------- | ------- | -------------------- | --------- | ------- |
| 1983                                     | 2020    | André Pallas         | PS        |         |
| 1962                                     | 1983    | François Gabas       | FGDS      |         |
| 1945                                     | 1962    | Louis Arnaud         | FGDS      |         |
| 1944                                     | 1945    | Marc Sère            |           |         |
| 1938                                     | 1944    | Jean-Baptiste Sécail |           |         |
| 1933                                     | 1938    | Lucien Saint         |           |         |
| 1925                                     | 1933    | François Vital       |           |         |
| 1919                                     | 1925    | Bernard Espagne      |           |         |
| 1908                                     | 1919    | Paul Talazac         |           |         |
| 1904                                     | 1908    | Louis Ébelot         |           |         |
| 1900                                     | 1904    | Louis Dore           |           |         |
| 1884                                     | 1900    | Blaise Lagaillarde   |           |         |
| 1879                                     | 1884    | Louis Michel         |           |         |
| 1875                                     | 1879    | Blaise Lagaillarde   |           |         |
| 1870                                     | 1875    | François Duplech     |           |         |
| 1852                                     | 1870    | Henri Fornier        |           |         |
| 1848                                     | 1852    | Jean Lagaillarde     |           |         |
| 1845                                     | 1848    | Henri Fornier        |           |         |
| 1843                                     | 1845    | Gabriel Despont      |           |         |
| 1815                                     | 1843    | R-Dominique Fornier  |           |         |
| 1802                                     | 1815    | Jean-Louis Dore      |           |         |
| Les données manquantes sont à compléter. |         |                      |           |         |

## Pour approfondir